# 伊斯頓 (密蘇里州)
伊斯頓（英語：Easton）是位於美國密蘇里州布坎南縣的城市。

## 人口
根據2020年美國人口普查的數據，伊斯頓的面積為1.53平方千米，皆為陸地。當地共有人口227人，而人口密度為每平方千米148人。